# Богданов, Владимир Анатольевич
Влади́мир Анато́льевич Богда́нов (в тайном постриге Серафим; 19 [31] мая 1865, Москва — 10 ноября 1931, Загорск, Московская область) — священнослужитель, протоиерей. Служил в храмах Москвы (1915—1927), был настоятелем храма Преподобного Серафима Саровского при Серафимовском комитете помощи раненым.

## Биография

### Детство и юность
Родился 19 (31) мая 1865 года в Москве в семье русского зоолога и антрополога Анатолия Петровича Богданова и Елены Васильевны Богдановой (Полеваевой). Был первым ребёнком в семье.
В 1875 году поступил в гимназию Ф. И. Креймана, которую успешно окончил в июле 1884 года. Из-за длительной болезни матери и большой занятости отца часто присматривал за своим младшим братом Еллием. Он также занимался подготовкой Еллия к поступлению в ту же гимназию, где сам учился; вместе с отцом они оказали сильное влияние на выбор Еллием будущей профессии, зародив в нём желание стать биологом.
Дальнейшую судьбу Владимир решил связать с наукой и поступил на физико-математический факультет Московского университета. Окончив его в 1888 году со степенью кандидата математики, в течение 12 лет работал преподавателем в 1-м реальном училище Москвы (ныне школа № 57). С 1900 по 1917 год В. А. Богданов был товарищем начальника отдела прикладной физики Политехнического музея и одновременно — членом и сотрудником многих научных обществ и учреждений, основанных его отцом.
Владимиру пророчили большое математическое будущее, но наука не стала главным делом его жизни. Его в меньшей степени интересовала материальная сторона жизни, чем сакральная суть явлений и событий. В начале XX века В. А. Богданов часто посещал Оптину пустынь, в особенности старца преподобного схиархимандрита Варсонофия; поддерживал духовные связи со старцем Варнавой из Гефсиманского скита. Был духовным сыном протоиерея Валентина Амфитеатрова.

### Священническое служение
С юношеских лет был религиозным, что не подавлялось в семье отца естествоиспытателя, а, напротив, поощрялось. Владимир ещё мальчиком посещал приходской храм Спаса на Песках и прислуживал в алтаре. В 1891 году написал акафист мученику Трифону Апамейскому (акафист был одобрен Синодом в 1893 году).
В 1914 году, 17 мая — в праздник Вознесения Господня, В. А. Богданов целибатом был рукоположен в духовное звание иерея в Успенском соборе. С 1915 года служил в храме Спаса Преображения на Песках, затем — в церкви апостола Филиппа (Иерусалимское подворье). Вплоть до закрытия в 1921 году был священником и настоятелем домовой церкви преподобного Серафима Саровского (на Сивцевом Вражке) при Серафимовском комитете помощи раненым в Москве.
Отказался от предложенной ему Патриархом Тихоном епископской хиротонии. Был в тайном постриге с именем Серафим. Подолгу жил в Дивеевском и Серафимо-Понетаевском монастырях, в Аносиной пустыни и почитался старцем, к которому направлялись за советом и окормлением его духовные ученики.
В 1923 году был впервые арестован. Содержался в заключении в Бутырской тюрьме, затем был сослан сначала в город Усть-Сысольск (ныне Сыктывкар), а позднее в Вятку. Вернулся из ссылки в 1924 году в Москву и продолжил священнослужение — в храмах Иерусалимского подворья, Спаса на Песках, преподобного Саввы Освященного, а также проводил службы у себя дома. В 1925—1927 годах подолгу жил в Аносиной пустыни.
В 1929 году отец Владимир переехал в село Братовщину Московской губернии, а через год поселился на окраине Загорска (ныне Сергиев Посад). После Декларации митрополита Сергия о признании им советской власти находился в оппозиции к митрополиту Сергию (Страгородскому), служил в сельских храмах и дома. Жил очень бедно, вёл аскетичный образ жизни, официально и фактически находился на иждивении своего младшего брата — профессора Е. А. Богданова.
Скончался менее чем через месяц после смерти брата Еллия. Его отпевал священномученик Димитрий Крючков. Похоронен на Вознесенском кладбище, а позднее, когда оно было снесено, перезахоронен на Старом городском кладбище Сергиева Посада.